# Road Trippin’
Road Trippin' – ballada rockowa zespołu Red Hot Chili Peppers, pochodząca z wydanego w 1999 roku albumu Californication. Singel został wydany wyłącznie w Europie. Nakręcony do utworu teledysk, nie został wydany w Stanach Zjednoczonych do czasu ukazania się kompilacji Greatest Hits w 2003 roku. W 2000 roku zostały wydane dwa różne single, pierwszy w Europie, drugi w Wielkiej Brytanii.

## Lista utworów
CD 1
1. „Road Trippin'” (wersja z albumu) – 3:26
2. „Californication” (na żywo) – 6:03
3. „Blood Sugar Sex Magik” (na żywo) – 4:21
4. „Road Trippin'” (wideo)

CD 2
1. „Road Trippin'” (wersja z albumu) – 3:26
2. „Under the Bridge” (na żywo) – 4:28
3. „If You Have to Ask” (na żywo) – 5:21

CD 3
1. „Road Trippin'” (wersja z albumu)
2. „Californication” (na żywo) – 6:03
3. „Blood Sugar Sex Magik” (na żywo) – 4:21
4. „Under the Bridge” (na żywo) – 4:28